# Anna Margareth Abdallah
Pour les articles homonymes, voir Abdallah.
Anna Margareth Abdallah, née le 26 juillet 1940, est une femme politique tanzanienne du Chama cha Mapinduzi (CCM) et membre du Parlement disposant d'un siège spécial. Elle est la première femme présidente du comité de la défense et de la sécurité.

## Biographie

### Enfance, éducation et débuts
Anna Abdallah passe son baccalauréat ès arts en sociologie à l'université du Missouri à Columbia aux États-Unis en 1963. En 1967, elle obtient un diplôme en économie domestique de l'université de Londres au Royaume-Uni.

### Carrière
Anna Abdallah est membre de Chama cha Mapinduzi (CCm), parti politique au pouvoir. Elle devient députée en 1975, alors qu'il n'y a que cinq autres femmes députées. Infirmière certifiée, elle est ministre de la Santé de 2000 à 2005. Elle occupe d'autres postes gouvernementaux notamment ministre des Travaux publics (1995-2000), ministre de l'Agriculture et de l'Élevage (1991) et ministre des Collectivités locales, du Développement communautaire, des Coopératives et Marketing.
Elle est la première femme présidente du comité de la défense et de la sécurité. Elle est présidente nationale de l'Union des femmes tanzaniennes de 1994 à 2008,.
En 1991, elle inspire le lancement des Artisans de la paix (CoP), un réseau de personnes promouvant la paix, sur une initiative du Centre de conférence en faveur du changement de Caux (Suisse). Elle y exhorte tout le monde à « créer la paix partout où nous sommes, dans nos cœurs, nos maisons, notre lieu de travail et notre communauté. Nous prétendons que quelqu'un d'autre est la pierre d'achoppement... Est-ce que ce quelqu'un pourrait être nous-même ? ». Il s'agit d'un réseau actif dans nombre de pays, en particulier en Afrique (Afrique du Sud, Burundi, Kenya, Rwanda, Ouganda, Soudan du Sud, Soudan, Cameroun, Nigeria, Tanzanie),.

## Prix et distinctions
En 1995, elle reçoit une décoration de l'ordre de la république unie de Tanzanie.